# الأصول الجينية للشعب الياباني
في علم الوراثة السكانية، أجري بحث على الأصول الجينية للشعب الياباني الحديث.

## ملخص
من وجهة نظر الدراسات الجينية، فإن اليابانيين:
- ينحدر اليابانيون من كل من شعب Yayoi وسكان جومون الغير المتجانسين.[1][2][3]
- هم الأكثر تشابهًا وراثيًا مع ريوكيوان وشعب الأينو والكوريين بالإضافة إلى شعوب شرق آسيا الأخرى.[4][5]

## الأصول
اقترح عدد من العلماء أصلًا مشتركًا للغة اليابانية منذ أن طرح أراي هاكوسيكي النظرية لأول مرة، كما عالج فوجي ساداموتو، رائد علم الآثار الحديث في اليابان، هذه القضية في عام 1781. ولكن بعد نهاية الحرب العالمية الثانية، ادعى كوتوندو هاسيبي وهيساشي سوزوكي أن أصل الشعب الياباني لم يكن الوافدين الجدد في فترة يايوي (300 قبل الميلاد - 300 م) ولكن الناس في فترة جومون. ومع ذلك، أعلن كازورو هانيهارا نظرية جديدة للاختلاط العرقي في عام 1984. أعلن هانيهارا أيضًا عن نظرية «نموذج الهيكل المزدوج» باللغة الإنجليزية في عام 1991. وفقًا لهانيهارا، بدأت الأنساب اليابانية الحديثة بشعب جومون، الذين انتقلوا إلى الأرخبيل الياباني خلال العصر الحجري القديم. يعتقد Hanihara أن هناك موجة ثانية من المهاجرين، من شمال شرق آسيا إلى اليابان من فترة Yayoi. بعد التوسع السكاني في العصر الحجري الحديث، وجد هؤلاء القادمون طريقهم إلى الأرخبيل الياباني في وقت ما خلال فترة Yayoi. نتيجة لذلك، كان الخلط بين الأجيال شائعًا في مناطق جزر كيوشو وشيكوكو وهونشو، لكنه لم يسود في جزر أوكيناوا وهوكايدو النائية، واستمر شعب ريوكيوان وأينو في الهيمنة هناك. ادعى مارك ج.هدسون أن الصورة العرقية الرئيسية للشعب الياباني تشكلت بيولوجيًا ولغويًا من 400 قبل الميلاد إلى 1200 م. حاليًا، النظرية الأكثر احترامًا هي أن اليابانيين في الوقت الحاضر هم من نسل كل من شعب جومون الأصلي وشعب يايوي المهاجر.

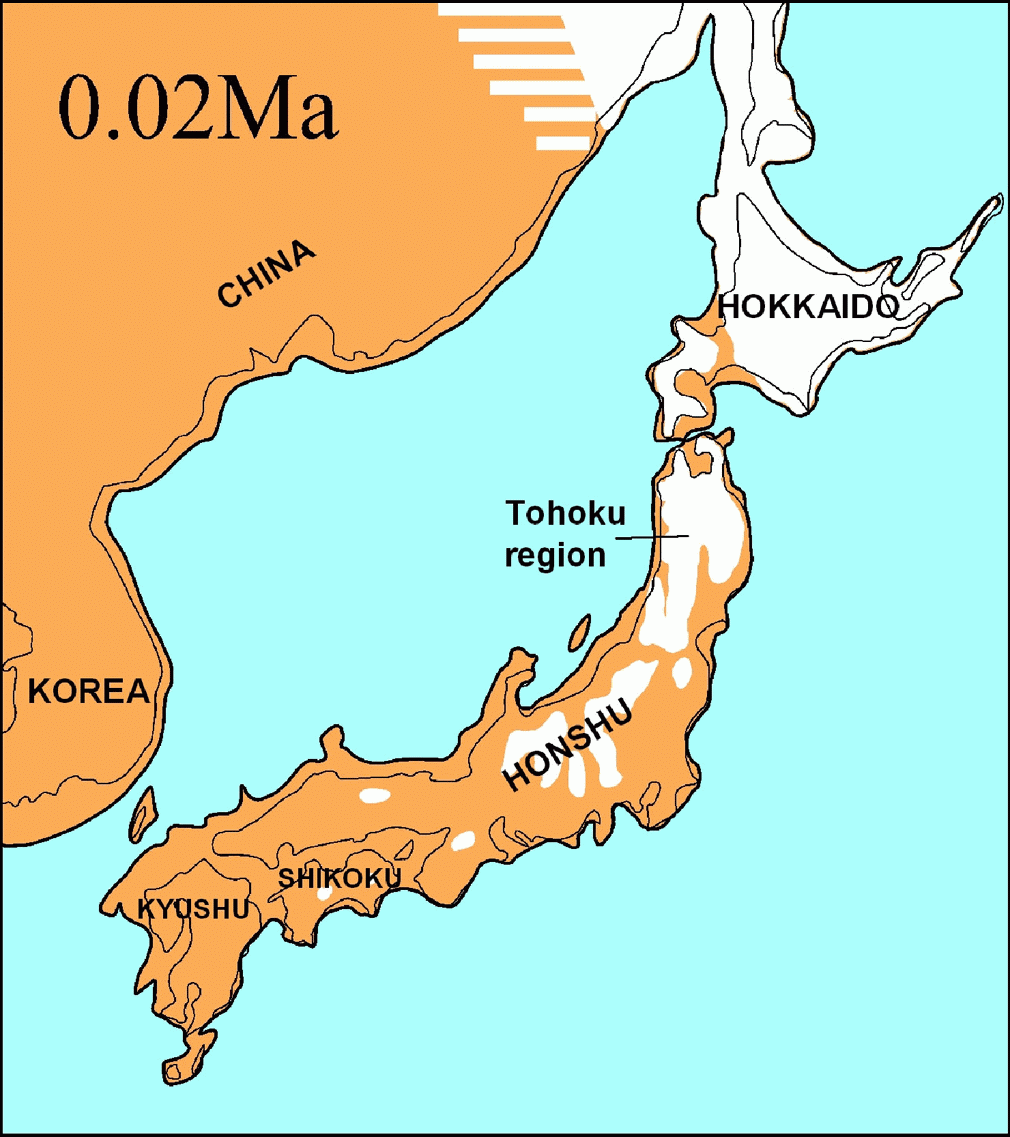
غطاء من الأنهار الجليدية في اليابان في ذروة العصر الجليدي الأخير منذ حوالي 20000 عام